# بانک مرکزی بحرین
بانک مرکزی بحرین (به عربی: مصرف البحرین المرکزی) بانک مرکزی کشور بحرین است که مقر آن در منامه قرار دارد. این نهاد مسئول تنظیم و نظارت بر کل بخش مالی در بحرین است. این نهاد در ۶ سپتامبر ۲۰۰۶ ایجاد شده‌است. بانک مرکزی بحرین در سال 2006 برای جایگزین آژانس پولی بحرین، که پیش از این تنها مرجع نظارتی برای بخش مالی در بحرین بود، ایجاد شد. وظایف این بانک شامل موارد زیر است:
- صدور مجوز و نظارت بانکها (متعارف و اسلامی)
- اجرای سیاست پولی
- به عنوان عامل مالی دولت عمل می‌کند
- حمایت از رشد اقتصادی بحرین به عنوان یک مرکز مهم مالی بین‌المللی
- ذخایر ارزی، نقدی و طلای پادشاهی را مدیریت می‌کند.

ریاست فعلی بانک مرکزی بحرین راشد المرج است. در نوامبر ۲۰۱۴ وی تصمیم گرفت تا بخش بیمهٔ رو به رشد پادشاهی را بیشتر توسعه دهد. وی لزوم همکاری بانک مرکزی برای همکاری با بازار بیمه برای حمایت از بخش بیمه را تأیید کرد و همچنین بر اصرار تعهدات شرکت‌های بیمه برای انجام مسئولیت اجتماعی تأکید کرد. رئیس بانک مرکزی رئیس هیئت مدیره بورس بحرین است.